# 張壽 (嘉靖進士)
張壽（1505年—？年），字汝靜，號樂山，順天府宛平縣匠籍，陝西延安府宜川縣人，明朝政治人物。

## 生平
由順天府學增廣生，嘉靖十年（1531年）中式辛卯科順天府鄉試第九十三名舉人，嘉靖十一年（1532年）壬辰科會試第一百九十七名，第三甲第一百四十名進士。工部觀政。授山西太谷县知县。

## 家族
曾祖張文貴；祖張興；父張翱；前母郭氏；嫡母吳氏；生母趙氏。慈侍下，妻于氏，兄福；祿；爵（義官），子允塞；允齊。